# Frans Janssens
Pour les articles homonymes, voir Frans Janssens (homonymie) et Janssens.
Frans Janssens ou François Janssens, aussi connu comme « Swat Janssens », est un footballeur international belge né le 25 septembre 1945 à Turnhout en Belgique et mort le 8 janvier 2024 à Lierre en Belgique,.
Cet attaquant fait l'essentiel de sa carrière au Lierse SK. Il est sélectionné en équipe de Belgique à deux reprises et présélectionné à la Coupe du monde en 1970 et aux Championnats d'Europe en 1972.

## Palmarès
- International de 1972 à 1973 (2 sélections et 1 but marqué)
- Présélectionné à la Coupe du monde 1970 (ne joue pas)
- Présélectionné à l'Euro 1972 (ne joue pas)
- Vainqueur de la Coupe de Belgique en 1969 avec le Lierse SK